# Довиђења у следећем рату
Довиђења у следећем рату је југословенски филм из 1980. године. Режирао га је Живојин Павловић, а сценарио су написали Живојин Павловић и Витомил Зупан.

## Радња
На годишњем одмору у Шпанији се сусрећу бивши словеначки партизан Берк и бивши немачки војник Битнер који се борио у Југославији. Својим разговорима побуђују успомене на ратни пут који су прошли.
Филм је контроверзна епска прича о интелектуалцу у ратном хаосу.

## Улоге
| Глумац              | Улога |
| ------------------- | ----- |
| Метод Певец         |       |
| Борис Јух           |       |
| Ханс Кристијан Блех |       |
| Милан Пузић         |       |
| Тања Побержник      |       |
| Рут Гасман          |       |
| Јожица Авбељ        |       |
| Иво Бан             |       |
| Тања Побержник      |       |
| Звоне Хрибар        |       |
| Јоже Хорват         |       |
| Тоне Кунтер         |       |
| Владимир Јурц       |       |
| Деметер Битенц      |       |
| Барбара Левстик     |       |
| Драга Поточњак      |       |
| Јанез Бермеж        |       |
| Владимир Новак      |       |
| Јанез Старина       |       |
| Бране Грубар        |       |
| Франце Северкар     |       |
| Јозеф Ропоша        |       |
| Иван Језерник       |       |
| Макс Бајц           |       |
| Петер Боштјанчић    |       |
| Јоже Ковачич        |       |
| Иванка Межанова     |       |
| Барбара Јакопич     |       |
| Стане Потиск        |       |
| Лојзе Садар         |       |
| Андреј Курент       |       |
| Божо Шпајц          |       |
| Аља Ткачева         |       |
| Борут Алујевић      |       |
| Бруно Барановић     |       |
| Ненад Ковачевић     |       |
| Саша Павчек         |       |
| Звездана Млакар     |       |
| Жељко Хрс           |       |
| Ибрица Јусић        |       |